# تئاترهای جوجمسین
تئاترهای جوجمسین (انگلیسی: Jujamcyn Theaters) مالک چندین سالن تئاتر و تهیه‌کننده تئاتر و نمایش در نیویورک، آمریکا است.
این مجموعه تئاترها که توسط جیمز اچ. بینگر تأسیس شده پس از سازمان شوبرت و سازمان نیدرلاندر به سومین گروه بزرگ تئاتر برادوی تبدیل شده بود، بینگر در ۲۰۰۴ درگذشت و مالکیت عمده سالن‌های تئاتر توسط جردن راث خریداری شد.

## فهرست تئاترها
| سالن               | آدرس                 | ظرفیت |
| تئاتر سنت جیمز     | 246 West 44th Street | ۱٬۷۰۱ |
| تئاتر ال هیرشفلد   | 302 West 45th Street | ۱٬۴۱۲ |
| تئاتر آگوست ویلسون | 245 West 52nd Street | ۱٬۲۲۲ |
| تئاتر یوجین اونیل  | 230 West 49th Street | ۱٬۰۳۰ |
| تئاتر والتر کر     | 218 West 48th Street | ۹۳۱   |